# Slavětín (okres Louny)
Slavětín je městys v okrese Louny v Ústeckém kraji, zhruba osm kilometrů východně od Loun. Žije v něm 661 obyvatel.

## Historie
První písemná zmínka o Slavětínu pochází z roku 1268 (nebo 1269), kdy byl zmíněn jako zeměpanská trhová ves, kterou tehdy získalo pražské biskupství. Na počátku 14. století ve městě založili páni ze Rvenic malý hrad, který zanikl pravděpodobně během některého z požárů na konci 16. století. Jeho zřícenina byla rozebrána v letech 1796 a 1833–1834 na stavbu ohradní zdi panské zahrady a stodol. Před polovinou 14. století se spolumajiteli městečka stali Zajícové z Hazmburka a později je krátkou dobu vlastnili Vartenberkové. Postoloprtští benediktýni ve Slavětíně založili proboštství a krátce poté, v sedmdesátých letech 14. století, městečko koupili páni z Hazmburka. Jan Zajíc z Hazmburka se dostal do sporu s králem Jiřím z Poděbrad, čehož využilo město Louny a Slavětín na krátkou dobu ovládlo. Podle rozhodnutí soudu z roku 1474 však muselo městečko vrátit. Na začátku 16. století Slavětín získali Sokolové z Mor.
Městečko bývalo opevněné, ale podoba fortifikace je neznámá. Jejím jediným patrným pozůstatkem by mohla být nevýrazná sníženina na západní straně v prostoru mezi předpokládaným hradem a zaniklou Lounskou branou. Z pramenů jsou známy názvy tří bran (Pražská/Slánská, Pátecká a Lounská), ale jejich přesný počet a rozmístění jsou nejasné.
Od 10. října 2006 byl obci vrácen status městyse.

## Obyvatelstvo
| Městys Slavětín                                         | Městys Slavětín | Městys Slavětín | Městys Slavětín | Městys Slavětín | Městys Slavětín | Městys Slavětín | Městys Slavětín | Městys Slavětín | Městys Slavětín | Městys Slavětín | Městys Slavětín | Městys Slavětín | Městys Slavětín | Městys Slavětín |
|                                                         | 1869            | 1880            | 1890            | 1900            | 1910            | 1921            | 1930            | 1950            | 1961            | 1970            | 1980            | 1991            | 2001            | 2011            |
| ------------------------------------------------------- | --------------- | --------------- | --------------- | --------------- | --------------- | --------------- | --------------- | --------------- | --------------- | --------------- | --------------- | --------------- | --------------- | --------------- |
| Obyvatelé                                               | 689             | 664             | 693             | 769             | 780             | 853             | 896             | 655             | 621             | 577             | 495             | 423             | 423             | 463             |
| Místní část Slavětín                                    |                 |                 |                 |                 |                 |                 |                 |                 |                 |                 |                 |                 |                 |                 |
| Obyvatelé                                               | 557             | 539             | 552             | 610             | 629             | 670             | 735             | 529             | 515             | 501             | 447             | 385             | 390             | 439             |
| Domy                                                    | 95              | 97              | 102             | 107             | 112             | 136             | 184             | 194             | 200             | 160             | 141             | 182             | 187             | 215             |
| Data z roku 1961 zahrnují i domy z místní části Kystra. |                 |                 |                 |                 |                 |                 |                 |                 |                 |                 |                 |                 |                 |                 |

## Místní části
- Slavětín
- Kystra

## Doprava
Městysem prochází silnice II/239. Severně od městyse vede železniční trať Lovosice–Postoloprty, na které je zřízena železniční zastávka Slavětín nad Ohří.

## Pamětihodnosti

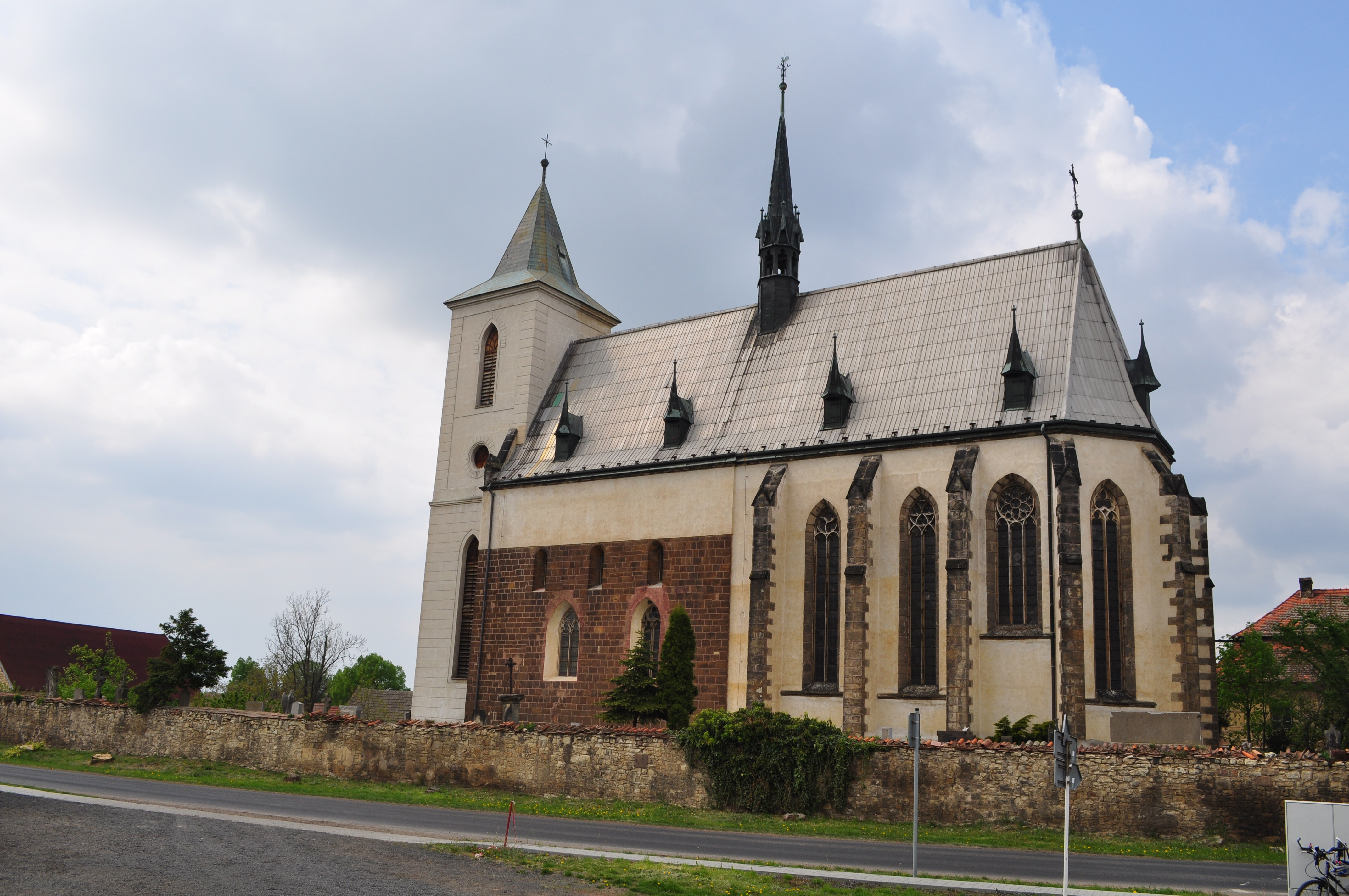
Kostel svatého Jakuba

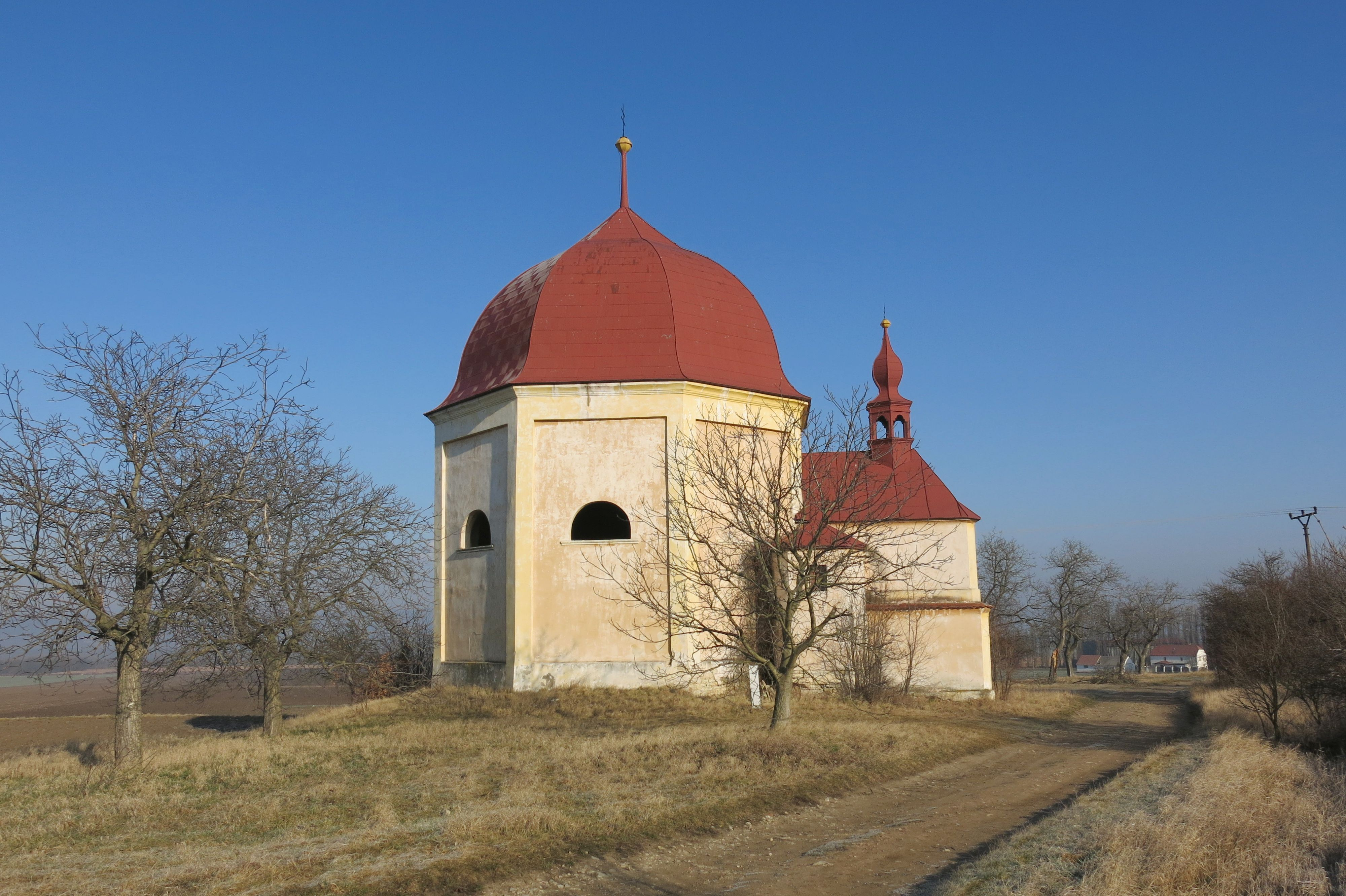
Kaple Navštívení Panny Marie

- Kostel svatého Jakuba Většího je původní dochovaná románsko-gotická jednolodní stavba se severní kaplí z 14. století. Stojí na románských základech, hranolová věž byla na místě středověké předchůdkyně přistavěna roku 1837. Chrám je proslulý svou výzdobou: kolem roku 1385 byl vymalován dvěma cykly gotických nástěnných maleb ze života Kristova a Mariina a svatými patrony: sv. Jakub, sv. Erasmus, 10 000 mučedníků thébských aj. Na klenbě je doprovází erby Českého království a významných šlechtických rodin. Hlavní oltář tvoří goticko-renesanční oltářní archa se dvěma páry malovaných křídel z roku 1531, dílo anonymního řezbáře a anonymního malíře, nazývaného Mistr Slavětínského oltáře.[10] Tento v pořadí druhý oltář objednal lounský patricij Václav Sokol z Mor. V kostele je jeho kopie, originál se nachází ve sbírce Severočeské galerie v Litoměřicích. První oltář byla rovněž malovaná gotická archa, ale z doby kolem roku 1450, která je uložena ve sbírce Národního muzea v Praze. Figurální pozdně gotický náhrobník nese erb pánů Sokolů z Mor.

Při opravě interiéru podle projektu Josefa Mockera roku 1881 fresky obnovil a domaloval Petr Maixner a přibyl postranní novogotický oltář. Také byly vyměněny některé architektonické články. Dva opukové baldachýny konzol s polychromií z doby kolem roku 1375 se dostaly do Lapidária Národního muzea v Praze. Na fasádě je pamětní deska Františka Štědrého, zdejšího faráře a regionálního historika Lounska.
- Kaple Navštívení Panny Marie u silnice k Veltěžím
- Na hřbitově jsou hroby  básníka Konstantina Biebla, historika Františka Štědrého a malíře Jana Novopackého
- Socha svatého Jana Nepomuckého
- Přestavěný rodný dům Konstantina Biebla s bustou a pamětní deskou na fasádě
- Fara čp. 14
- Sušárna
- Zemědělský dvůr čp. 1, tzv. Království
- Venkovská usedlost čp. 52 v Bieblově ulici
- Menhir Baba

## Rodáci
- Karel Dokoupil (1896–1966), kněz

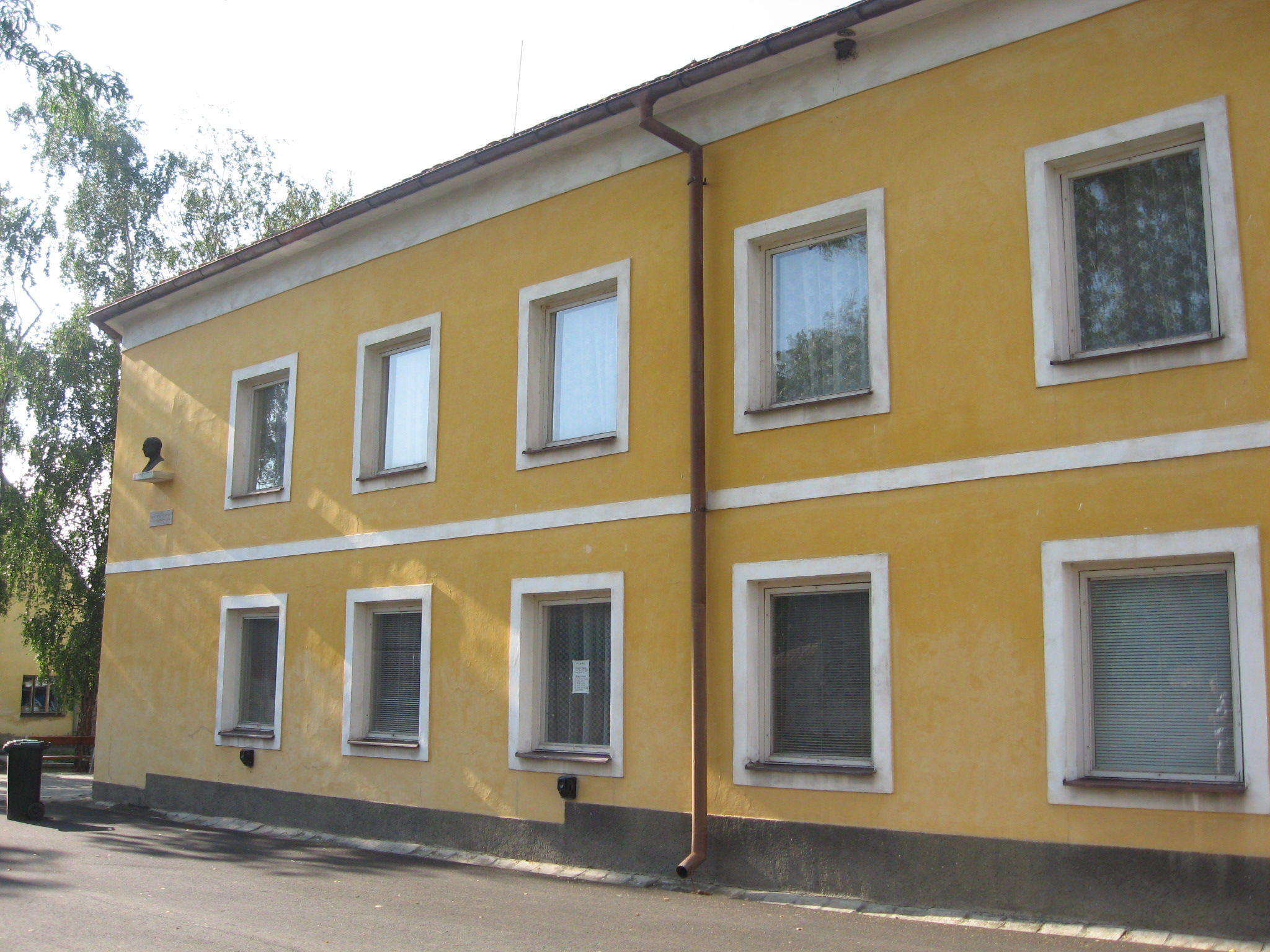
Rodný dům Konstantina Biebla

- Konstantin Biebl (1898–1951), básník a prozaik
- Václav Votruba (1909–1990), fyzik
- Otto Trefný (1932–2019), lékař a politik